# Joppe Pihlgren
Johan "Joppe" Pihlgren, född 15 april 1960 i Åmål, är en svensk musiker och TV-reporter.
Pihlgren är medlem i popgruppen Docenterna, som han var med och bildade 1979, där han spelar gitarr och sjunger. 2004 var Pihlgren programledare för En svensk tiger, ett TV-program av Utbildningsradion som handlade om retorik, med sakkunnige professor i retorik Brigitte Mral.
Pihlgren har också varit reporter i Kunskapskanalen samt TV-programmen Packat & klart, Motorjournalen och Galileo. Han gav ut en barnbok, Farbror Joppe kör fel, 2005.
Han var engagerad för Festivalsverige, som var en verksamhet under Folkets Hus och Parker, och verkade samordnande för musikfestivaler i Sverige. Den blev egna föreningen Livemusik Sverige 2014, med Joppe Pihlgren som verksamhetschef. När den slogs ihop med Musik- och Kulturföreningarnas Samarbetsorganisation så bytte de namn till Svensk Live, och Joppe Pihlgren fortsatte som verksamhetschef där.